# Водосбор Барыкиной
Водосбор Барыкиной (лат. Aquilegia barykinae) — вид травянистых растений рода Водосбор (Aquilegia) семейства Лютиковые (Ranunculaceae).
Вид назван в честь профессора Московского государственного университета им. М. В. Ломоносова Риммы Павловны Барыкиной, известного специалиста в области морфологии и анатомии растений, изучавшей на протяжении более 40 лет семейство Ranunculaceae.

## Ботаническое описание
Многолетнее травянистое растение, каудекс с многочисленными корневыми мочками. Стебли 25—70 см высотой, прямостоячие, вверху 2—3-цветковые, покрыты железистыми волосками, при основании с остатками прикорневых розеточных листьев, верхняя часть цветоноса густо железисто-опушённая. Розеточные листья 6—30 см длиной, тройчатосложные или дважды тройчатосложные; их черешки 3—20 см длиной, опушены простыми и железистыми волосками; конечные листочки обратнояйцевидные или округлые, трёхлопастные или глубоко трёхраздельные, с 4—8 ромбовидными или закруглёнными зубцами на концах. Нижние стеблевые листья 6—10 см длиной, тройчатосложные или дважды тройчатосложные; конечные листочки обратнояйцевидные или округлые, с 3—4 округлыми зубцами на лопастях; их пластинки с нижней стороны по жилкам опушены простыми волосками; черешки 3—7 см длиной, с простыми и железистыми волосками. Верхние стеблевые листья 1—5 см длиной, тройчатосложные или простые, глубоко трёхнадрезные, на черешках 0,3—1,5 см длиной, опушены сходно с нижними стеблевыми листьями; конечные листочки обратнояйцевидные или ланцетные, с 3—5 острыми или слегка притуплёнными зубцами.
Цветки 3—5 см длиной, 5—8 см в диаметре, коротковолосистые. Чашелистики овальные, синие или лиловато-синие, 2,5—3,5 см длиной, заострённые на верхушке. Лепестки одноцветные, от светло-синих до фиолетовых; шпорцы 1,5—3 см длиной, кольцеобразно изогнутые внутрь, равномерно утолщающиеся к основанию, с булавовидным чёрным кончиком; отгиб лепестков притуплённый. Тычиночные нити светло-кремовые, пыльники коричневые или чёрные, почти равные по длине отгибам лепестков или немного превышающие их. Многолистовка 5—8-членная, от 1,5 до 4 см длиной, с простыми и железистыми волосками. Стилодий дуговидный или слегка извилистый, 6—10 мм длиной.

### Родство
Aquilegia barykinae — дальневосточный дериват из родства Aquilegia vulgaris L. и, по-видимому, согласно классификации И. М. Васильевой может быть отнесён к типовой секции и подсекции рода. К таксонам, в становлении которых мог участвовать водосбор Барыкиной, относятся, вероятно, виды азиатского происхождения: Aquilegia oxysepala Trautv. & C.A.Mey., Aquilegia buergeriana Siebold & Zucc. По внешнему облику надземных побегов, очертаниям листьев и листочков новый вид очень похож на Aquilegia amurensis Kom., но не является близкородственным ему видом. Последний хорошо отличается слегка опушёнными простыми волосками стеблями, цветоножками, завязями. У Aquilegia barykinae эти части побега более или менее густоволосистые с существенным преобладанием железистых волосков над простыми. Кроме того, у водосбора амурского отгиб лепестков белый, реже светло-зелёноватый полностью или только в верхней части, в 2—2,5 раза короче шпорцев. У водосбора Барыкиной отгиб синий или лиловато-синий, как и все другие части околоцветника; отгиб короче шпорца на 1—2 мм или равен ему.

## Распространение
Эндемик Дальнего Востока России (Амурская область), отроги хребта Тукурингра на территории Зейского государственного заповедника. Произрастает преимущественно на каменистых и щебнистых осыпях, скалах, среди кустарников, обычно на открытых пространствах, в лесном и подгольцовом поясах гор.